# Dentalium adenense
Dentalium adenense is een Scaphopodasoort uit de familie van de Dentaliidae. De wetenschappelijke naam van de soort is voor het eerst geldig gepubliceerd in 1954 door Ludbrook.